# Metodo dei volumi finiti
Il metodo numerico dei volumi finiti è un metodo utile nell'integrazione di equazioni differenziali alle derivate parziali. 
Tali equazioni vanno integrate in un volume sui cui confini sono imposte le condizioni al contorno.
L'interno di tale dominio viene quindi suddiviso in tanti volumi elementari, quindi tramite la forma integrale delle equazioni del problema considerato vengono scritte le relazioni che intercorrono tra i vari volumetti confinanti così da poter essere risolte per via numerica con l'ausilio del calcolatore. 
L'approssimazione risiede nel fatto che tali volumetti hanno dimensione finita e non infinitesima.

## Esempio monodimensionale (1D)
Consideriamo il problema definito dalla seguente equazione alle derivate parziali:
{\displaystyle \quad (1)\qquad \qquad {\frac {\partial \rho }{\partial t}}+{\frac {\partial f}{\partial x}}=0,\quad t\geq 0.}
in cui {\displaystyle \rho =\rho \left(x,t\right)\ } rappresenta la variabile di stato e {\displaystyle f=f\left(\rho \left(x,t\right)\right)\ } rappresenta il flusso di {\displaystyle \rho \ }. In particolare, assumiamo {\displaystyle f\ } positivo o negativo a seconda della direzione del flusso.
Se consideriamo l'equazione (1) relativa al flusso di materia attraverso una superficie di area costante, possiamo dividere l'intero dominio spaziale {\displaystyle x\ } in un certo numero di volumi finiti o celle, individuando con l'indice {\displaystyle i\ } il centro di ogni cella. Per una particolare cella {\displaystyle i\ } possiamo definire il volume medio di {\displaystyle {\rho }_{i}\left(t\right)=\rho \left(x,t\right)\ } al tempo {\displaystyle {t=t_{1}}\ } e {\displaystyle {x\in \left[x_{i-{\frac {1}{2}}},x_{i+{\frac {1}{2}}}\right]}\ }, come:
{\displaystyle \quad (2)\qquad \qquad {\bar {\rho }}_{i}\left(t_{1}\right)={\frac {1}{x_{i+{\frac {1}{2}}}-x_{i-{\frac {1}{2}}}}}\int _{x_{i-{\frac {1}{2}}}}^{x_{i+{\frac {1}{2}}}}\rho \left(x,t_{1}\right)\,dx,}
e il volume medio relativo al tempo {\displaystyle {t=t_{2}}\ }, come:
{\displaystyle \quad (3)\qquad \qquad {\bar {\rho }}_{i}\left(t_{2}\right)={\frac {1}{x_{i+{\frac {1}{2}}}-x_{i-{\frac {1}{2}}}}}\int _{x_{i-{\frac {1}{2}}}}^{x_{i+{\frac {1}{2}}}}\rho \left(x,t_{2}\right)\,dx,}
in cui {\displaystyle x_{i-{\frac {1}{2}}}\ } e {\displaystyle x_{i+{\frac {1}{2}}}\ } individuano le posizioni delle facce del flusso uscente ed entrante, relative alla {\displaystyle i_{esima}\ } cella.
Integrando l'equazione (1) rispetto al tempo, otteniamo:
{\displaystyle \quad (4)\qquad \qquad \rho \left(x,t_{2}\right)=\rho \left(x,t_{1}\right)+\int _{t_{1}}^{t_{2}}f_{x}\left(\rho \left(x,t\right)\right)\,dt.}
Per ottenere il volume medio di {\displaystyle \rho \left(x,t\right)} al tempo {\displaystyle t=t_{2}\ }, integriamo {\displaystyle \rho \left(x,t_{2}\right)} su tutto il volume della cella {\displaystyle v_{i}\ } e dividiamo il risultato per {\displaystyle v_{i}\ }, quindi
{\displaystyle \quad (5)\qquad \qquad {\bar {\rho }}_{i}\left(t_{2}\right)={\frac {1}{v_{i}}}\int _{v_{i}}\left\{\rho \left(x,t_{1}\right)+\int _{t_{1}}^{t_{2}}f_{x}\left(\rho \left(x,t\right)\right)dt\right\}dv.}
Assumiamo una certa regolarità di {\displaystyle f\ }, e che possiamo invertire l'ordine di integrazione. Essendo il flusso normale alla superficie di area unitaria della cella, siccome in una dimensione {\displaystyle f_{x}\triangleq \nabla f}, possiamo applicare il teorema della divergenza, sostituendo l'integrale di volume della divergenza con il valore di {\displaystyle f(x)\ } assunto nelle facce {\displaystyle x_{i-{\frac {1}{2}}}\ } e {\displaystyle x_{i+{\frac {1}{2}}}\ } del volume finito, ovvero:
{\displaystyle \quad (6)\qquad \qquad {\bar {\rho }}_{i}\left(t_{2}\right)={\frac {1}{\Delta x_{i}}}\left[\int _{x_{i-{\frac {1}{2}}}}^{x_{i+{\frac {1}{2}}}}\rho \left(x,t_{1}\right)\,dx+\int _{t_{1}}^{t_{2}}f_{i+{\frac {1}{2}}}dt-\int _{t_{1}}^{t_{2}}f_{i-{\frac {1}{2}}}dt\right].}
in cui {\displaystyle \Delta x_{i}=x_{i+{\frac {1}{2}}}-x_{i-{\frac {1}{2}}}} e {\displaystyle f_{i\pm {\frac {1}{2}}}=f\left(\rho \left(x_{i\pm {\frac {1}{2}}},t\right)\right)}.
Possiamo inoltre derivare uno schema numerico semi-discreto per il problema seguente con il centro delle celle indicizzato con {\displaystyle i\ }, e utilizzando come indici per i flussi sulle facce {\displaystyle i\pm {\frac {1}{2}}}; differenziando la (6) rispetto al tempo otteniamo:
{\displaystyle \quad (7)\qquad \qquad {\frac {d{\bar {\rho }}_{i}}{dt}}+{\frac {1}{\Delta x_{i}}}\left[f_{i+{\frac {1}{2}}}-f_{i-{\frac {1}{2}}}\right]=0,}
dove i valori {\displaystyle f_{i\pm {\frac {1}{2}}}} dei flussi sulle facce possono essere ricavati da un'operazione di interpolazione o estrapolazione delle medie relative ad ogni cella. È da notare che l'equazione (7) è esatta per quanto riguarda i volumi medi, nel senso che a tale proposito non è stata introdotta, durante la trattazione svolta, nessuna approssimazione.